# Maciej Niemiec

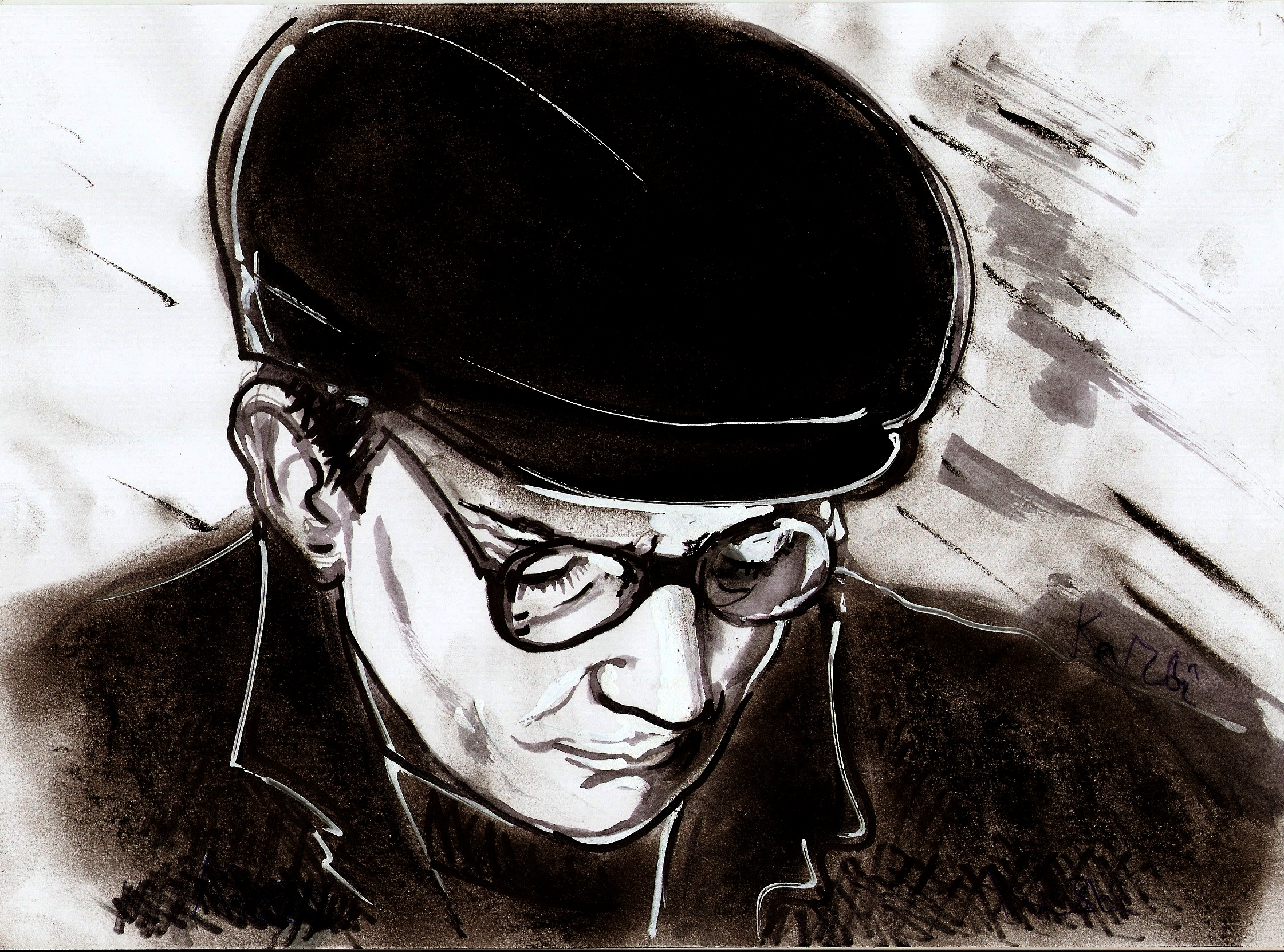
portret Macieja Niemca
autor Zbigniew Kresowaty

Maciej Niemiec (ur. 7 października 1953 w Warszawie, zm. 25 stycznia 2012 w Paryżu) − polski poeta, pisarz, tłumacz. Od 1987 mieszkał w Paryżu.
Otrzymał m.in. Nagrodę Dedeciusa dla polskich tłumaczy literatury niemieckiej, Nagrodę im. Zygmunta i Marii Zaleskich oraz Nagrodę Kościelskich (1994). W Polsce publikował w kwartalniku Zeszyty Literackie, we Francji w kwartalniku PO&SIE (Paris), którego był stałym współpracownikiem. W przekładach drukowano jego wiersze m.in. w pismach niemieckich, przekł.: Renata Schmidgall, w Bułgarii (przekł.: Kiril Kadiski) i innych.
Urna z jego prochami spoczęła na cmentarzu Père-Lachaise w Paryżu.

## Zbiory wierszy
- Cokolwiek, ponieważ (1989)
- O tej porze świata (1989)
- Kwiaty akacji (1993)
- Małe wiersze (1994)
- Ulica Wód (1996)
- Świat widzialny (1998)
- Dance or die (2002)
- Stan nasycenia (2012)

Oprócz nich wydał cztery tomy wierszy w przekładach francuskich, m.in. Le quatrième roi mage raconte (L'extrême contemporaine, Belin, 2002), Trente poèmes pour une femme (Atelier la Feugraie, 2001). Ten ostatni ukazał się w tłumaczeniu Fernanda Cambona przy współpracy poety.
Przełożył tom prozy : Michel Deguy, Temu co się nie kończy. Tren (Biblioteka Tegle, 2002), oraz wiersze współczesnych poetów francuskich w pismach (m.in. Dekada Literacka, Bliza, Zeszyty Literackie).